# Римський календар
Римський календар — календар, що використовувався у Римському царстві та Римській республіці. У сер. І ст. до н. е. був реформований Юлієм Цезарем і отримав назву юліанський календар.
Календар був складений на основі місячного календаря і спочатку мав 10 місяців. Як і їхні сусіди греки, давні римляни визначали початок своїх робіт за сходом і заходом окремих зірок і їхніх груп, тобто вони пов'язували свій календар з річною зміною вигляду зоряного неба. Ледве чи не головним ‘орієнтиром’ при цьому був схід і захід (ранковий і вечірній) зоряного скупчення Плеяди, що в Римі іменувалося Вергіліями. Початок багатьох польових робіт тут зв'язували і з фавонієм — теплим західним вітром, що починає віяти в лютому (3 — 4 лютого за сучасним календарем). За свідченням Плінія, в Римі з нього починається весна.

## Календар
У часи правління легендарного засновника Риму Ромула у середині VIII ст. до н. е. римляни користувалися календарем з десяти місяців, які позначались порядковими номерами і назв не мали. Рік починався майже з весняного рівнодення. На кінець VII ст. до н. е. деякі місяці отримали назви:
- 1. Мартіус, лат. Martius — на честь бога війни Марса.
- 2. Апріліс, лат. Aprilis — «розкриватись», пробуджуватись.
- 3. Майус, лат. Maius — на честь богині Маї — матері бога Гермеса.
- 4. Юніус, лат. Junius — на честь богині Юнони, дружини бога Юпітера. Решта місяців зберегли назви порядкових числівників:
- 5. Квінтіліс, лат. Quintilis — п'ятий.
- 6. Секстіліс, лат. Sextilis — шостий.
- 7. Септембер, лат. September — сьомий.
- 8. Октобер, лат. October — восьмий.
- 9. Новембер, лат. November — дев'ятий.
- 10. Децембер, лат. December — десятий.

Чотири з них: мартіус, майус, квінтіліс і октобер складалися з 31 дня, а решта — з 30 днів. Отже, календарний рік мав 304 дні, що не відповідало у значній мірі тривалості тропічного року.

## Числа місяця
Позначення римлянами чисел місяця ґрунтувалося на виділенні в ньому трьох головних днів, пов'язаних спочатку зі зміною фаз місяця:
1. 1-й день кожного місяця — календи (Kalendae або Calendae, скор. Kal., Cal.). Спочатку перший день молодика, про який сповіщає верховний жрець (від лат. дієслова calare — скликати, в даному випадку для сповіщення про молодика).
2. 5-й або 7-й день місяця — нони (Nonae, скор. Non.). День першої чверті місяця (від порядкового числівника nonus — дев'ятий, 9-й день перед ідами, вважаючи день нон і ід).
3. Тринадцятий або 15-й день місяця — іди (Idus, скор. Id.). Спочатку в місячному місяці середина місяця, день повного місяця (за етимологією римського вченого Варрона — від етруського iduare — ділити).
У березні, травні, липні, жовтні іди припадали на 15-е, нони на 7-е число, а в інші місяці — іди на 13-е, а нони на 5-е число. В історії відомі, наприклад, березневі іди — 15 березня 44 до н. е., день вбивства Юлія Цезаря: Idus Martiae.
Назви цих днів (календи, нони, іди) при позначенні дати ставилися в аблятив часу (ablativus temporis): Idibus Martiis — в березневі іди, Kalendis Januariis — у січневих календ, тобто 1 січня.
Дні які безпосередньо передують календам, нонам або ідам, позначалися словом pridie — напередодні: pridie Idus Decembres — напередодні грудневих ід, тобто 12 грудня.
Решту днів позначали за допомогою вказівки кількості днів, що залишилося до найближчого головного дня, при цьому в рахунок входили також день, що позначався, і найближчий головний день: ante diem nonum Kalendas Septembres — за дев'ять днів до вересневих календ, тобто 24 серпня, зазвичай писалося скорочено a. d. IX Kal. Sept.
У четвертому році циклу вставлявся додатковий день безпосередньо після 24 лютого, тобто після шостого дня перед березневими календами, і називався ante diem bis sextum Kalendas Martium — у повторний шостий день перед березневими календами.
Рік з додатковим днем називався bi (s) sextilis — з повторним шостим днем.
Огляд року називався kalendarium (звідси календар), так само називалася і боргова книга, тому що відсотки платили під час календ.

## Тиждень
Римляни назвали дні тижня за семи планетами, що носили імена богів. Назви такі: субота — день Сатурна, далі — день Сонця, Місяця, Марса, Меркурія, Юпітера, Венери.
| Українською | Латинською        | Французькою  | Англійською     | Німецькою                    |
| ----------- | ----------------- | ------------ | --------------- | ---------------------------- |
| понеділок   | лат. Lunae dies   | фр. lundi    | англ. Monday    | нім. Montag                  |
| вівторок    | лат. Martis dies  | фр. mardi    | англ. Tuesday   | нім. Dienstag                |
| середа      | лат. Mercuri dies | фр. mercredi | англ. Wednesday | нім. Mittwoch                |
| четвер      | лат. Jovis dies   | фр. jeudi    | англ. Thursday  | нім. Donnerstag              |
| п'ятниця    | лат. Veneris dies | фр. vendredi | англ. Friday    | нім. Freitag                 |
| субота      | лат. Saturni dies | фр. samedi   | англ. Saturday  | нім. Samstag, нім. Sonnabend |
| неділя      | лат. Solis dies   | фр. dimanche | англ. Sunday    | нім. Sonntag                 |

## Перша реформа
У часи другого легендарного царя Нуми Помпілія VII ст. до н. е. була проведена календарна реформа, за якою до римського календаря додали ще два місяці: одинадцятий януаріус (на честь дволикого бога Януса) і дванадцятий фебруаріус (на честь бога підземного царства Фебрууса). Завдання реформи полягало в тому, щоб зрівняти календарний рік римський з грецьким, який мав 354 дні. Таким чином необхідно було додати 50 днів, але забобонні римляни, які вважали парні числа нещасливими, вирішили додати 51 день. З такої кількості днів не можна було утворити два місяці, і вирішено було від тих шести місяців, які мали по 30 днів, забрати по одному дню і утворити януаріус з 29 днів і фебруаріус із 28 днів, які помістили за децембером. Отже, тривалість календарного року упродовж 355 днів майже відповідала місячному рокові, який мав 354,4 доби. Для того, щоб вирівняти рахунок часу, кожні два роки між 23 і 24 фебруаріуса вставлявся додатковий місяць — марцедоній, який мав то 22, то 23 дні. Кількість днів у роках рахувалася так: 355 днів; 377 (355+22) днів; 355 днів; 378 (355+23) днів. Таким чином, кожне чотириріччя складалось із двох простих і двох видовжених років. У середньому календарний рік тривав 366,25 доби, що на добу більше, ніж насправді.

## Реформа Юлія Цезаря
Юлій Цезар у 46 році до н. е., за порадою єгипетського астронома Созигена, провів докорінну реформу календаря за зразком прийнятого в Єгипті. Встановлювався чотирирічний сонячний цикл (365 365 365 366 = 1461 день) з нерівною тривалістю місяців, прийнятою досі: 30 днів у квітні, червні, вересні та листопаді, 31 день — у січні, березні, травні, липні, серпні, жовтні і грудні, у лютому — 28 днів протягом трьох років і 29 днів для четвертого року. Початок року Цезар переніс на 1 січня, оскільки з цього дня консули вступали на посаду, починався римський господарський рік.

## Літочислення
У римлян велися списки консулів (лат. fasti consulares). Консули обиралися щорічно по два на рік. Рік позначався іменами двох консулів даного року, напр.: Marco Crasso et Gnaeo Pompejo consulibus — за консульства Марка Красса і Гнея Помпея (55 до н. е.).
З епохи Августа (з 16 року до н. е.), поряд із датуванням за консулами, входить у вжиток літочислення від передбачуваного року заснування Риму (753 до н. е.): Ab Urbe condita — від заснування міста, скор. ab U. c., a. u. c.
Втім, серед сучасних істориків літочислення від заснування Риму має ширше застосування, ніж воно мало у самій Римській імперії